# Marie Červinková-Riegrová
Marie Červinková-Riegrová (9. srpna 1854 Praha – 19. ledna 1895 Praha) byla česká spisovatelka, dcera Františka Ladislava Riegra a Marie Riegrové-Palacké. V roce 1874 se provdala za Václava Červinku, ředitele hospodářství na Malči, bratra spisovatele Otakara Červinky, generála Jaroslava Červinky a básníka Miloše Červinky. Sestra Václava Červinky Marie se provdala za právního historika Bohuše Riegra, bratra Marie Červinkové-Riegrové.

## Život a dílo
Ve své tvorbě se zaměřila na dobročinnost a slavné předky. Publikovala i uměleckou literaturu – libreta a povídky.
V charitativní oblasti uskutečnila několik přednášek, například Noviciat práce a ochrana pracující mládeže nebo O povzbuzení filantropických snah tiskem. Roku 1881 napsala životopis Bolzana, kde tohoto významného matematika zobrazila především jako filantropa. V roce 1887 pak vydala rozsáhlý spis Ochrana chudé a opuštěné mládeže, v němž popsala příklady lidumilství v tehdejší Evropě. Kniha byla na Jubilejní výstavě poctěna cenou.
Roku 1885 uveřejnila Vlastní životopis Františka Palackého a o rok později ve Světozoru článek Před sňatkem Palackého, historický obraz z roku 1827. J. V. Jahnovi poskytla podklady k životopisu svého otce. Připravila k vydání Řeči dra Frant. Ladislava Riegra a jeho jednání v zákonodárných sborech (4 díly 1883 – 88) a projevy v němčině přeložila do češtiny. V roce 1892, po smrti matky, vydala její životopis (Marie Riegrová, rozená Palacká, její život a skutky).
Napsala také libreta k operám Dimitrij a Jakobín (Antonín Dvořák), Zmařená svatba (Karel Šebor) a Dal si hádat (Václav Červinka). Přeložila Evžena Oněgina od Čajkovského. Psala i povídky, nejznámější z nich byl Letní sen života.

### Zápisky Marie Červinkové-Riegrové
Marie Červinková-Riegrová vedla po velkou část svého života obsáhlý deník zvaný Zápisky. Zachytila v něm politické působení svého otce Františka Ladislava Riegra - různá politická jednání, rozhovory, cesty po českých zemích i do Vídně, jednání Českého zemského sněmu nebo vídeňské Říšské rady i různé aféry a spory v tehdejší české společnosti. Také vlastní rozhovory s předními českými osobnostmi z oblasti politiky, vědy, kultury i žurnalistiky. Jde o cenný pramen k politickým, společenským a kulturním dějinám české společnosti konce 19. století.
Již krátce po smrti Marie Červinková-Riegrové se na počátku 20. století uvažovalo o vydání tohoto rozsáhlého díla. Nakonec byla publikace edice Zápisků zahájena až v roce 2009, edice obsahující Zápisky z let 1880-1891 je rozvržena do čtyř dílů, ze kterých byly zatím vydány tři.